# (2285) Ron Helin
(2285) Ron Helin est un astéroïde de la ceinture principale.

## Description
(2285) Ron Helin est un astéroïde de la ceinture principale. Il fut découvert le 27 août 1976 à l'observatoire Palomar par Schelte J. Bus. Il présente une orbite caractérisée par un demi-grand axe de 2,22 UA, une excentricité de 0,21 et une inclinaison de 5,3° par rapport à l'écliptique.

## Compléments